# جاستین هنری
جاستین هنری (انگلیسی: Justin Henry؛ زادهٔ ۲۵ مهٔ ۱۹۷۱) یک هنرپیشه اهل ایالات متحده آمریکا است که به خاطر بازی در فیلم سال ۱۹۷۹ کریمر علیه کریمر که در مورد زوجی است که طلاق گرفته‌اند و برای سرپرستی فرزندشان با هم مبارزه می‌کنند شناخته شده‌است. در این فیلم جاستین هنری در حالی که تنها هشت سال داشت نامزد دریافت جایزه اسکار بهترین بازیگر نقش مکمل مرد شد. تاکنون وی جوانترین هنرپیشه‌ای است که نامزد دریافت جایزه اسکار شده‌است و از بین افرادی که در همان دهه زاده شده‌اند تنها هنرپیشه‌ای است که نامزد شده‌است. اجرای او بعدها (شماره ۸۰) را در لیست ۱۰۰ نفرهٔ بزرگ‌ترین ستارگان کودک وی‌اچ‌وان کسب کرد. او گرچه در بزرگسالی هم به بازی ادامه می‌دهد ولی بیشترین اعتبارش را از بازی در فیلم یا تلویزیون در کودکی یا نوجوانی کسب کرد.

## زندگی اولیه و تحصیلات
جاستین هنری در رای، نیویورک زاده شد. او پسر میشل (نام زمان تولد اندروز)، مشاور املاک و مستغلات، و کلیفورد هنری، مشاور سرمایه‌گذاری بود. او در مدرسه خصوصی و پسرانهٔ برونسویک واقع در گرینویچ کنتیکت که روزانه و پیش‌دانشگاهی بود تحصیل کرد. بعدها در کالج خصوصی هنرهای آزاد اسکیدمور واقع در ساراتوگا اسپرینگز در نیویورک به تحصیلات خود ادامه داده و در سال ۱۹۹۳ لیسانس روان‌شناسی گرفت.

## زندگی و حرفه

### حرفه هنرپیشگی
هنری فعالیت حرفه‌ای خود را با بازی در فیلم کریمر علیه کریمر آغاز کرد. او به خاطر بازی در این فیلم جوانترین فردی شد که تاکنون نامزد جایزه اسکار و گلدن گلوب شده‌است. نقش بعدی او در سال ۱۹۸۳ در اپیزودی در مجموعه تلویزیونی آمریکایی جزیره خیالی بود. روی پرده سینما هنری در سال ۱۹۸۴ در فیلم برد پک شانزده شمع در نقش مایک بیکر، یکی از برادرهای سامانتا بیکر، ظاهر شد.

## گزیده فیلمشناسی
از فیلم‌ها یا برنامه‌های تلویزیونی که وی در آن نقش داشته‌است می‌توان به آثار زیر اشاره کرد.
| سال  | عنوان              | نقش                   | یادداشت |
| ---- | ------------------ | --------------------- | --- |
| ۱۹۷۹ | کریمر علیه کریمر   | بیلی کریمر            | جایزه هنرمند جوان نامزد — جایزه اسکار بهترین بازیگر نقش مکمل مرد نامزد— جایزه گلدن گلوب بهترین بازیگر نقش مکمل مرد نامزد— جایزه گلدن گلوب برای ستاره جدید سال |
| ۱۹۸۳ | شهر ببر            | الکس                  | |
| ۱۹۸۴ | شانزده شمع         | مایک بیکر             | |
| ۱۹۸۵ | روز مارتین         | مارتین                | |
| ۱۹۸۵ | سام ایروین         |                       | |
| ۱۹۸۸ | رقص قلبهای مهربان  | کیل بون               | |
| ۱۹۹۷ | بخش فوریت‌های پزشکی | دانش‌آموز مد جیمز ساسر | فصل ۴ اپیزود ۴ و ۵ |
| ۲۰۱۰ | برادران و خواهران  | دکتر لوئیس            | فصل ۴ اپیزود ۲۱ |